# 南天皇
南天皇（なんてんのう、永享2年3月15日（1430年4月7日）? - 長禄2年12月20日（1459年1月24日））は、後南朝の天皇。尊雅王（たかまさおう）、十津川宮とも。 小倉宮恒敦（後亀山天皇の子）の第四皇子とする。
『南山義烈史』によると、興福院と追号し、諱は尊雅と言ったとされる。

## 生涯
永享2年（1430年）3月15日、小倉宮恒敦の第四皇子として、伊勢国司北畠教具の館で誕生したとされる。母は野長瀬盛矩の娘、横矢姫であるという。
長禄元年（1457年）12月、長禄の変の際には、後南朝に仕えていた熊野八庄の野長瀬庄司である野長瀬盛高・盛実兄弟らとともに逃げ、奥吉野十津川において帝に奉じられたとされる。
長禄2年（1458年）8月、再び赤松氏の遺臣である小寺藤兵衛豊職らの襲撃を受け、野長瀬盛実は死亡し、自身も重傷を負った。その後、野長瀬盛高に守護されて落ち延びる途中、同年（1459年）12月20日に紀伊国牟婁郡神ノ山村光福寺（現・三重県熊野市）にて崩御したとされる。
同寺の御位牌には「興福院殿南天皇都心位尊儀」とある。ただし、これらの伝説は江戸時代の史書に初めて現れるもので、同時代史料とは合わず、史実ではない。